# Cnemidocarpa campylogona
Cnemidocarpa campylogona är en sjöpungsart som beskrevs av C.S. Millar 1988. Cnemidocarpa campylogona ingår i släktet Cnemidocarpa och familjen Styelidae.
Artens utbredningsområde är Indiska oceanen. Inga underarter finns listade i Catalogue of Life.